# Finnois (peuple)
Cet article concerne le peuple finnois. Pour la langue finnoise, voir Finnois.
En français, on parle de Finnois (en finnois : suomalainen) pour désigner, selon la définition ethnique, le droit du sang et l'appartenance linguistique et culturelle, le groupe ethnique historique associé à la Finlande dont la langue fait partie des langues fenniques, et de Finlandais (en finnois : suomalainen) pour désigner, conformément à la constitution finlandaise, au droit du sol et au droit international, les citoyens de la Finlande et eux seuls, quelles que soient leurs langues, origines et traditions culturelles (ils sont aussi citoyens de l'Union européenne) ; ainsi, les habitants de Finlande suédophones ou les Sames sont finlandais sans être finnois.

## Résumé
Comme pour la plupart des groupes ethniques, la définition des Finnois peut varier. D'habitude, dans toutes les définitions, le terme Finnois inclut toutes les populations de Finlande parlant le finnois, et plus rarement d'autres populations plus restreintes en nombre comme les Kvènes de Norvège, les Tornédaliens et les habitants parlant le finnois de Suède, les Finnois ingriens et parfois les caréliens de Russie. Les Finnois peuvent être subdivisés, selon les dialectes en usage, en sous-groupes traditionnellement baptisés heimo, mais ces sous-groupes sont devenus moins pertinents avec l'intensification des migrations internes, lesquelles ont eu tendance au fil du temps à homogénéiser ces populations et la langue.
Linguistiquement, le finnois, parlé par la plupart des Finlandais, est à rapprocher des autres langues fenno-baltiques comme l'estonien ou le carélien, tandis que le suédois, parlé par les Finlandais suédophones, n'y est pas rattaché, de près ou de loin (ce dernier faisant partie de la famille des langues indo-européennes). Le finnois comprend des emprunts lexicaux venant du suédois ou d'autres langues germaniques, ou même d'autres langues indo-européennes, selon différentes couches d'entrée, tandis que le suédois a peu emprunté au finnois ou aux langues fenno-baltiques.
Génétiquement, les Finnois semblent constituer un groupe relativement homogène, avec un patrimoine génétique en grande partie commun avec le reste des autres peuples européens,.

## Définition
Le centre du registre finlandais de la population conserve des informations concernant le lieu de naissance, la citoyenneté et la langue maternelle des personnes vivant en Finlande, mais pas spécialement d'information sur l'ethnie auxquelles elles appartiennent Comme pour toutes les ethnies, l'ethnogenèse est un questionnement important pour ce qui concerne les Finnois. L'histoire des langues, vivantes ou mortes, est considérée traditionnellement comme un facteur clé pour la définition d'un peuple et de sa descendance.

### Finnois finnophones
Du point de vue linguistique, en plus des Finlandais parlant le finnois, les Kvènes de Norvège, les Tornédaliens du nord de la Suède et les Ingriens de Russie sont considérés comme faisant partie des peuples finnois. Les finnophones constituent la grande majorité des peuples finnois.

### Finlandais suédophones
Le territoire de la Finlande actuelle fit autrefois partie du royaume de Suède, et ce durant plusieurs siècles. De ce fait, une petite communauté suédophone subsiste en Finlande. L'appartenance ethnique de ces Finlandais suédophones (ou Suédois de Finlande) reste discutée, prônant d'un côté l'aspect la nature colonisatrice d'un peuple, de l'autre son changement de langue.
En Finlande, la langue maternelle constitue le seul et unique critère qui distingue les finnophones des suédophones. En général, les Finlandais suédophones se considèrent comme étant autant Finlandais que la majorité finnophone, mais ils ont leur propre identité distincte de celle des autres, et veulent être reconnus en tant que tels. Cela signifie en clair que pour les Finlandais suédophones, ils ne se sentent pas finnois. Dans une enquête menée en 2005 par l'Assemblée suédoise de Finlande parmi les Finlandais suédophones, à la question « que signifie pour vous votre identité ? », 82 % des personnes s'étant exprimées répondent « Appartenir à une culture propre, mais avant tout être Finlandais ».
De plus, on peut remarquer que les Finlandais suédophones remplissent quatre des critères principaux allant vers la constitution d'un groupe ethnique distinct : auto-identification comme une ethnie distincte, langue, structure sociale et ascendance, Le dernier critère, à savoir une différenciation génétique, reste en suspens. Cf. infra.

### Finnois de Suède (ou fenno-suédois)
Cette catégorie inclut les immigrés récents de Finlande ainsi que les finnophones (ou les personnes d'ascendance finnophone) installés en Suède depuis des siècles. On estime qu'environ 470 000 Finnois de première ou deuxième génération vivent en Suède dont à peu près la moitié parle finnois. La majorité d'entre eux quitta la Finlande pour s'installer en Suède après la Seconde Guerre mondiale, avec un pic en 1970 puis à un rythme moins soutenu. Il existe également depuis longtemps des minorités finnophones en Suède, par exemple dans le Tornedalingar (la Tornédalie finnoise) et en Dalécarlie. De ce fait, le finnois est une des cinq langues officielles de minorités présentes en Suède.

### Autres groupes finnois
Dans des textes plus anciens, le terme de « Finnois » a été largement utilisé pour désigner d'autres peuples fenniques, comme les Ingriens, les Caréliens ou les Vepses de Russie, ainsi que les Estoniens et leurs minorités livoniennes (ou lives), mulgiennes, setoises, tartoises ou võroises.

## Terminologie
Le mot finnois pour « Finlandais » est suomalaiset (suomalainen au singulier) dont les « Finnois ethniques » aussi sont les suomalaiset (suomalainen au singulier).
Les mots finnois et suédois pour les populations suédophones de Finlande sont respectivement suomenruotsalaiset et finlandssvenskar, qui se traduisent tous deux par « Suédois de Finlande ». En suédois de Finlande, on fait usuellement la distinction suivante : la nation finlandaise se décompose en deux sous-parties complémentaires, les finnophones (en suédois de Finlande : finnar) et les Finlandais suédophones (finlandssvenskar), qui forment en compagnie d'autres minorités plus restreintes le peuple finlandais (finländare) dans son ensemble. En suédois parlé hors la Finlande, en particulier en Suède, le terme finländare est peu utilisé, et ces distinctions ne sont que rarement faites.
Une traduction habile et exacte de cette terminologie dans les langues étrangères, y compris en suédois de Suède, est périlleuse, car ces termes rendent de manière très fine la totalité des questions linguistiques relatives à la nation finlandaise, questions qui sont intimement intriquées dans le processus de cristallisation de la perception que la nation finlandaise a eu d'elle-même, dans l'interprétation de son histoire, mais également parce qu'elles l'affectent encore aujourd'hui. En réalité, le tout premier sujet qui fut abordé lors du processus d'« éveil des nations » au XIXe siècle fut très exactement la question de la langue.
Il n'en reste pas moins qu'en français, il reste délicat de définir avec précision quelles expressions traduisent le mieux les termes finnois et suédois (de Finlande) « suomalaiset » (« finländare », « finnar ») et « finlandssvenskar » (« suomenruotsalaiset »). Néanmoins, en anglais, l'expression « Swedish-speaking Finns » (« Finnois suédophones ») semble être l'expression la plus utilisée à la fois pour désigner ces populations et par ces populations pour se désigner elles-mêmes, bien que le terme « Finland Swedes » (« Suédois de Finlande ») reste encore largement utilisé, au moins chez les auteurs anglophones non nés en Fennoscandie. On peut également constater d'après ce même document que la tendance serait voisine en français, à savoir de désigner ces populations par l'expression « Finlandais suédophones ». Il n'est toutefois pas fait mention de Finnois suédophones.
Une même difficulté apparaît lorsqu'il s'agit de désigner le mieux possible les habitants de Suède finnophones, ayant une ascendance finnoise, finlandaise ou encore finnophone. Parmi les termes utilisés en anglais, on compte le traditionnel « Sweden Finns » (« Finlandais suédois ») ou le plus moderne « Finnish Swedes » (« Suédois finlandais »), à la place desquels il semblerait préférable de faire la différence entre les « Finnish immigrants » (« immigrés finlandais ») arrivés récemment et l'« Indigenous Finnish ethnic minority in Sweden » (« minorité finnoise indigène de Suède »).
Comme la signification de ces différentes expressions a pu changer souvent au cours des temps, il se peut que leur usage et leur signification varie par rapport à celle utilisée ici, notamment dans les travaux étrangers ou plus anciens.

## Étymologie
Les références historiques relatives à l'Europe du Nord sont rares et les noms donnés à ses peuples bien souvent obscurs. De ce fait, leur étymologie ainsi que celle des zones géographiques qu'ils habitaient restent difficiles à établir. Des noms comme Fenni, Phinnoi, Finnum, ou Skrithfinni / Scridefinnum ont été utilisés dans des textes relativement peu nombreux, et ce au cours des deux millénaires qui nous précèdent, concernant un peuple se situant dans le nord de l'Europe, mais le sens réel de ces termes reste sujet à discussion. Les premières mentions de ce type sont généralement interprétées comme désignant les peuples de chasseurs-cueilleurs ayant occupé primitivement la Fennoscandie, dont les descendants les plus directs à notre époque pourraient être les Samis. Ces ethnonymes, d'origine non ouralienne, semblent être d'origines germaniques, et à rapprocher de mots comme finthan (en vieux haut allemand « trouver », « remarquer »), fanthian (« chercher », « essayer ») ou fendo et vende (« piéton », « randonneur » ; moyen haut allemand pour vende). Une autre interprétation étymologique associe les ethnonymes en fen avec une approche plus toponymique. Enfin, une autre théorie rapproche les mots finn et kven dans une origine commune. Dans les eddas et les sagas islandaise, (écrits entre les 11 et 14e siècles), qui constituent certaines des plus anciennes sources fiables en la matière, du fait de leur proximité géographique, les mots comme finnr et finnas ne sont pas utilisés de manière constante. La plupart du temps, toutefois, ils semblent désigner des habitants nomades des zones septentrionales, ce qui semble correspondre aux Sames.
Il est intéressant de remarquer qu'il existe une connexion étymologique directe entre Saamis et Finnois dans les langues finno-ougriennes actuelles. Une théorie propose par exemple que les toponymes Sapmi (Laponie en same), Suomi (Finlande en finnois) et Häme (Tavastie en finnois) ont la même origine, laquelle proviendrait du mot proto-balte *zeme, signifiant pays. Toutefois, ce mot est le nom indo-européen de la terre (comme lieu, espace, grec xthon et apparentés) et la raison de son application à une population voisine n'apparaît pas. Comment, pourquoi et quand ces désignations commencèrent à concerner spécifiquement les populations du sud-ouest de la Finlande (Finlande véritable, Varsinais-Suomi en finnois), puis par la suite toute la Finlande moderne, nul ne le sait.
Parmi les premiers documents écrits désignant l'ouest de la Finlande comme la terre des Finnois se trouvent deux inscriptions runiques sur des pierres. L'une est à Söderby[Lequel ?], en Suède, et porte l'inscription finlont (Rundata : U 582 †), et l'autre se trouve au Gotland, île suédoise de la mer Baltique, cette fois-ci portant l'inscription finlandi (G 319 M), datant du XIe siècle.

## Histoire
Si l'on considère l'ascendance du peuple finnois, les considérations actuelles font valoir l'exceptionnelle continuité que l'on retrouve dans les découvertes archéologiques et leur environnement linguistique (plus moderne et plus concret). Les données archéologiques laissent supposer que le territoire des Finnois a connu la diffusion progressive d'influences culturelles provenant de nombreuses sources venant du sud-est au sud-ouest, selon des modifications graduelles des techniques, plutôt qu'à la suite d'arrivées et de migrations brutales.
Les vecteurs ayant répandu la langue ainsi que la chronologie du développement du finnois parmi les populations fenniques restent également incertains. Sur la base de comparatifs linguistiques, on pense que la séparation entre les langues fenniques et les langues sames a eu lieu durant le IIe millénaire av. J.-C., la racines proto-ouraliennes communes à toutes ces langues remontant probablement au VIe voire au VIIIe millénaire av. J.-C. Le débat reste également entier sur quand est-ce que les langues ouraliennes ou finno-ougriennes commencèrent à être parlées dans la région, mais on pense raisonnablement que cela a dû arriver aux environs de l'Âge de la pierre.
Comme le finnois n'a été transposé à l'écrit qu'au cours du XVIe siècle, il ne reste plus grand chose comme témoignage du mode de vie des premiers Finnois. Par exemple, l'origine d'icônes culturels que constituent par exemple le sauna, le kantele (instrument de musique) ou le Kalevala (l'épopée nationale finnoise) reste plutôt obscure.
Les Finnois suédophones descendent de paysans et de pêcheurs qui s'installèrent sur les côtes finlandaises entre 1000 et 1250, des immigrés s'étant installés lors de la domination suédoise et des Finnois qui adoptèrent le suédois comme langue maternelle.

## Subdivisions des Finnois
On pense que les Finnois sont originaires de deux populations différentes, chacune ayant parlé son propre dialecte du proto-finnois (kantasuomi). Ainsi, on fait généralement une distinction entre les Finnois de l'Ouest et les Finnois de l'Est. Si l'on va plus loin, il existe encore des sous-groupes de ces groupes, appelés heimo,, qui dépendent des dialectes et des cultures locales. Bien que ces subdivisions s'appuient ostensiblement sur des conceptions et des répartitions remontant à l'Âge de la Pierre, la théorie des heimo a été construite selon les dialectes en usage pendant la montée en puissance du mouvement fennomane au XIXe siècle. On peut comparer cette démarche à celle des Douze Tribus d'Israël.
- Finnois de l'Ouest[28] :
  - Häme : Tavastiens ou gens de Häme (hämäläiset) ;
  - Ostrobotnie : Ostrobotniens (pohjalaiset) ; les Ostrobotniens du Sud (eteläpohjalaiset) ont un dialecte et une identité très particuliers ;
  - Finlande du Sud-Ouest : varsinaissuomalaiset ;
  - Västerbotten, en Suède : groupe parlant le meänkieli, dialecte du finnois parlé dans le Grand Nord.
- Finnois de l'Est :
  - Ingrie : Finnois ingriens (inkerinsuomalaiset) ;
  - Carélie : Finnois caréliens (karjalaiset) ; les dialectes caréliens du finnois sont distincts du carélien parlé en Russie, et la plupart des gens en Carélie du Nord parle des dialectes savoniens ;
  - Savonie : Savoniens (savolaiset), parlant le savo.
- Émigrés
  - Skogfinns de Suède (Metsäsuomalaiset) et de Norvège ;
  - Émigrés finnois en Suède (ruotsinsuomalaiset) ;
  - Kvènes (kveenit) du Finnmark et du comté de Troms, en Norvège ;
  - Autres émigrés finnois (ulkosuomalaiset).
- Les suédophones se subdivisent également en plusieurs dialectes.

Les provinces historiques de Finlande et de Suède se rapprochent assez fidèlement de ces subdivisions. Les régions de Finlande, vestige de l'ancien système administratif du pays, peuvent également être considérées comme pouvant refléter les manifestations contemporaines des identités locales.
Actuellement, les Finnois vivant pour la plupart dans les zones urbanisées, ils ne se reconnaissent plus dans le concept de heimo ni ne s'identifient fortement à l'un d'entre eux, bien que l'usage des dialectes ait connu un regain d'intérêt dernièrement[Quand ?]. Les Finnois des zones urbanisés ne connaissent en général pas de dialecte, et utilisent le finnois standard ou l'argot urbain. Mais ils peuvent reparler en dialecte lorsqu'ils sont amenés à retourner dans leur région d'origine.

## Génétique
D'après une étude menée en 1990 par quatre scientifiques de l'université de Pavie utilisant des marqueurs classiques :
« Nous avons analysé des données relatives à trois peuples européens ne parlant pas des langues indo-européennes : les Hongrois, les Lapons (sic, i.e. les Sames) et les Finnois. Les principales analyses comparées montrent que les Lapons (sic) sont presque exactement à l'intermédiaire entre des peuples se trouvant géographiquement près des monts Oural et parlant des langues ouraliennes et les Européens d'Europe centrale et du Nord. Les Hongrois et les Finnois sont [quant à eux] fondamentalement plus proches des Européens. Une analyse des mélanges génétiques entre ancêtres ouraliens et européens montre que les Lapons (sic) sont à un peu plus de 50 % d'origine européenne, les Hongrois à 87 % et les Finnois à peu près à 90 %. Il existe une concordance tangible entre ces conclusions et les données historiques disponibles sur la Hongrie. »
Plus récemment, les scientifiques ont utilisé les marqueurs de l'ADN mitochondrial (ADN-mt, suivant la lignée matrilinéaire) et de l'ADN du chromosome Y (ADN-Y, lignée patrilinéaire) afin de reconstituer l'histoire des peuplements humains.
En substance, les types de marqueurs ADN-mt rencontrés chez les Finnois ne diffèrent pas fondamentalement de ceux rencontrés dans les autres populations européennes. L'haplogroupe U5 est, pense-t-on par exemple, l'haplogroupe le plus ancien d'Europe. Il se trouve à une fréquence assez faible dans toute l'Europe, mais apparemment plus fréquemment chez les Finnois, les Estoniens et les Sames.
Concernant le chromosome Y, les haplogroupes les plus fréquents sont l'haplogroupe N1c (58 %), l'haplogroupe I (29 %), l'haplogroupe R1a (7,5 %) et l'haplogroupe R1b (3,5 %). L'haplotype N1c qui constitue un sous-type de l'haplogroupe N (ADN-Y), apparaît principalement chez les Iakoutes de Sibérie (90 %), dans les pays baltes (40 %) et en Russie. Il est âgé de 10 000 à 20 000 ans et entré en Europe il y a quelque 12 000 à 14 000 ans par l'Asie.
Une étude portant sur les autosomes (soit sur l'ensemble du génome, 10 000 marqueurs répandus sur l'ensemble des chromosomes plutôt que sur quelques sites des gonosomes et de l'ADN-mt que mettent en jeu les analyses précédentes) corrobore partiellement les études précédentes: les Finnois ont plus d'affinité du point de vue du génotype avec les Européens, notamment polonais, germain et anglais, qu'avec les populations altaïques. Toutefois, « en relation avec leur langue ouralique non-indo-européenne, et étude précédente sur les chromosomes Y, les Finnois montrent à l'évidence une affinité marquée envers les populations d'Asie centrale (altaïque) ». Les peuples européens ont leur patrimoine classable en trois composants principales suivant un axe nord-sud et est-ouest. À noter qu'à distance géographique égale, les Finnois montre globalement plus d'affinité avec les peuples de l'Altaï que les Arméniens, qui eux montrent plus d'affinité avec les populations de l'Inde. Toutefois pour plusieurs marqueurs génétiques, les génotypes indiens se placent à mi-chemin entre le génotype finnois et altaïque.

### Génétique des Finnois suédophones
Un petit nombre d'études ayant porté sur la question a tendance à montrer que les Finnois suédophones, génétiquement parlant, ont plus à voir avec les autres Finnois qu'avec les Suédois,. Auparavant, on pensait que l'existence de l'haplogroupe I1a sur les deux rives du golfe de Botnie reflétait la diffusion du marqueur d'une rive à l'autre, mais des études récentes montrent que le I1a semble avoir une histoire différente d'une rive à l'autre. Dans le même document, il est fait état d'« un déficit de recoupements entre Finnois et Suédois dans les résultats SAMOVA » et les chercheurs constatent que « la présence de l'haplogroupe en Finlande et en Carélie n'est pas seulement due à l'influence suédoise ». Aujourd'hui encore, certaines personnes pensent encore, à tort, que les Finnois suédophones sont plus apparentés, génétiquement ou culturellement parlant, aux Suédois qu'aux Finnois. Cette opinion était particulièrement répandue au XIXe siècle alors que les scientifiques confondaient les concepts de langue et d'ethnie (alors appelée « race »).

## Théories sur les origines des Finnois
Au XIXe siècle, la théorie du chercheur finlandais Matthias Castrén prévalait, affirmant que « le berceau originel des Finnois » se trouvait à l'ouest de la Sibérie centrale. Par la suite, l'idée d'un berceau commun pour l'ensemble des peuples de langues finno-ougriennes le mena dans une zone entre la Volga et la Kama, en Russie d'Europe. Jusque dans les années 1970, la plupart des linguistes pensait que les Finnois n'étaient pas arrivés en Finlande avant les premiers siècles de notre ère. Mais l'accumulation des témoignages archéologiques montra bientôt que la Fennoscandie a été habitée de façon continue depuis l'ère glaciaire, contrairement à ce que l'on pensait alors, c'est-à-dire que la zone avait connu plusieurs intervalles d'occupation. Parmi les conclusions qui en furent tirées, on en conclut que les ancêtres des Finnois commencèrent à occuper la région il y a des milliers d'années, peut-être en plusieurs vagues successives. Pendant ces périodes de migration, il est fort possible que les ancêtres, tant culturels que linguistiques, chasseurs-cueilleurs, des Samis aient été repoussés progressivement vers les régions les plus septentrionales
La théorie développée par Kalevi Wiik, professeur émérite en phonétique à l'université de Turku, durant les années 1990 porte à la controverse. D'après lui, les ancêtres des Finnois vécurent pendant les glaciations dans une des trois régions libres de glaces au sud de l'Europe, qu'il appelle « le refuge », les deux autres zones ayant été des zones de regroupement pour les populations parlant des langues indo-européennes et basques. D'après cette théorie, les peuples de langues finno-ougriennes se dirigèrent vers le nord lors du retrait des glaces. Ils peuplèrent l'Europe centrale et septentrionale, tandis que les Basques occupèrent l'Europe occidentale. Lorsque l'agriculture se répandit à partir du sud-ouest de l'Europe, les langues indo-européennes qui l'accompagnaient furent adoptées par les populations de chasseurs-cueilleurs qu'elle convertissait. Durant ce processus, les peuples finno-ougriens d'une part et basques d'autre part s'« indo-européanisèrent », en quelque sorte. Toujours d'après Wiik, c'est de ces mélanges que les langues celtiques, germaniques, slaves et baltes naquirent. Du fait de leur isolement, les ancêtres des Finnois ne changèrent pas de langue. La théorie de Wiik, soutenue par Ago Künnap, Kyösti Julku et Angela Marcanio, s'est attiré de fortes critiques de la part de la communauté scientifique. En particulier, Raimo Anttila, Petri Kallio et les frères Ante et Aslak Aikio ont formulé de vifs reproches à la théorie de Wiik, allant même jusqu'à soulever les liens de ses confrères avec l'extrême droite,. Les échanges les plus virulents eurent lieu dans le journal finlandais Kaltio pendant l'automne 2002. Depuis, le calme est retombé, chaque bord restant sur ses positions.